# Les Verrières
Les Verrières – miejscowość i gmina w zachodniej Szwajcarii, w kantonie Neuchâtel. 

## Demografia
W Les Verrières mieszka 639 osób. W 2021 roku 8,5% populacji gminy stanowiły osoby urodzone poza Szwajcarią. 

## Transport
Przez teren gminy przebiega droga główna nr 10.

## Polonica
W miejscowej szkole tablica pamiątkowa, poświęcona żołnierzom polskiej 2 Dywizji Strzelców Pieszych, internowanym od 1940 r. w Szwajcarii. Inne artefakty, upamiętniające polskich żołnierzy to ryngraf w miejscowym kościele oraz kamień z polskim orłem na jednej z łąk.